# A Mummers' Dance Through Ireland...
Albums de Loreena McKennitt
A Midwinter Night's Dream
(2008) A Mediterranean Odyssey
(2009)
A Mummers' Dance through Ireland… est le dixième album de Loreena McKennitt, sorti en 2009.
Ce disque est une compilation de titres sur le thème de l'Irlande. Il est sorti en prévision de la Saint-Patrick.

## Liste des titres
| No  | Titre                                     | Durée |
| --- | ----------------------------------------- | ----- |
| 1.  | Bonny Portmore                            |       |
| 2.  | Stolen Child                              |       |
| 3.  | Huron 'Beltane' Fire Dance                |       |
| 4.  | She Moved Through the Fair                |       |
| 5.  | Dickens' Dublin (The Palace)              |       |
| 6.  | The Mummers' Dance (single remix version) |       |
| 7.  | Come by the Hills                         |       |
| 8.  | Lark in the Clear Air                     |       |
| 9.  | The Old Ways                              |       |
| 10. | Never-ending Road (Amhrán Duit)           |       |